# Ida Somazzi
Ida Somazzi (Bern, 17 december 1882 - aldaar, 31 juli 1963) was een Zwitserse onderwijzeres en feministe.

## Biografie
Ida Somazzi was de dochter van een federaal ambtenaar. Ze studeerde geschiedenis aan de Universiteit van Bern en behaalde daar in 1919 een doctoraat. Vervolgens was ze gedurende twee jaar directrice van een school in Argentinië. Van 1907 tot 1925 was ze tevens lerares aan de middelbare school van Bolligen, en nadien van 1925 tot 1949 aan de leraressenschool van Bern.
Ze was zowel actief in de vrouwenbeweging als in de ontwikkelingssamenwerking. Vanaf 1919 pleitte ze voor gelijk loon voor gelijk werk voor vrouwen. Vanaf 1921 zetelde ze ook in het uitvoerend comité en het directiecomité van de Schweizerischen Völkerbundsvereinigung. Ze verzette zich vanaf 1933 ook tegen het fascisme en nazisme. Tot 1947 was ze voorzitster van de commissie onderwijs van de UNESCO. Vanaf 1948 was ze voorzitster van de studiecommissie voor vrouwenzaken van de VN en UNESCO. Ook was ze vanaf 1949 was ze lid van de Zwitserse nationale commissie bij die laatste organisatie.
Na haar overlijden richtte Maria Felchlin in 1964 de Ida Somazzistichting op, die jaarlijks de Ida-Somazziprijs uitreikt.

## Werken
- (de)  Die obrigkeitlichen Lehrgotten im alten Bern. Ein Beitrag zur Schulgeschichte mit besonderer Berücksichtigung der Betätigung der Frau im öffentlichen Erziehungs- und Unterrichtswesen, 1925 (doctoraatsthesis).
- (de)   Einige Grundzüge des Schweizerischen Schulwesens, 1931.
- (de)  "Um die Gleichberechtigung der Frau" in Schweizerische Demokratie 1848-1948, 1948, 145-152.